# 森俊一
森 俊一（もり しゅんいち、1955年12月18日 - ）は、日本の実業家、不動産鑑定士。株式会社プロパスト創業者で、同社代表取締役社長CEOを務めた

## 人物・来歴
東京都生まれ。家業は不動産業で、1982年に横浜国立大学経済学部経済学科卒業後、第一不動産鑑定所入社。1984年神田土地建物入社。1987年不動産管理会社としてフォレスト・アイ（のちのプロパスト）を設立し、監査役に就任。1991年プロパストに商号変更し、同社代表取締役社長に就任。業態をデベロッパーに変え、東京都心でのマンション開発などを進め、2006年にはJASDAQに上場を果たした。55歳での引退を宣言し、2009年にプロパスト代表取締役社長CEOを退任して取締役に退き、2011年には経営者を引退した。不動産鑑定士。

## 著書
※いずれも森崇俊名義
- 『季節、めくり』幻冬舎ルネッサンス 2012年
- 『TYOミレニア』幻冬舎ルネッサンス 2012年
- 『地下水脈』幻冬舎ルネッサンス 2012年
- 『ラヴ・アドゥー』実業之日本社 2013年